# Edsåsdalen

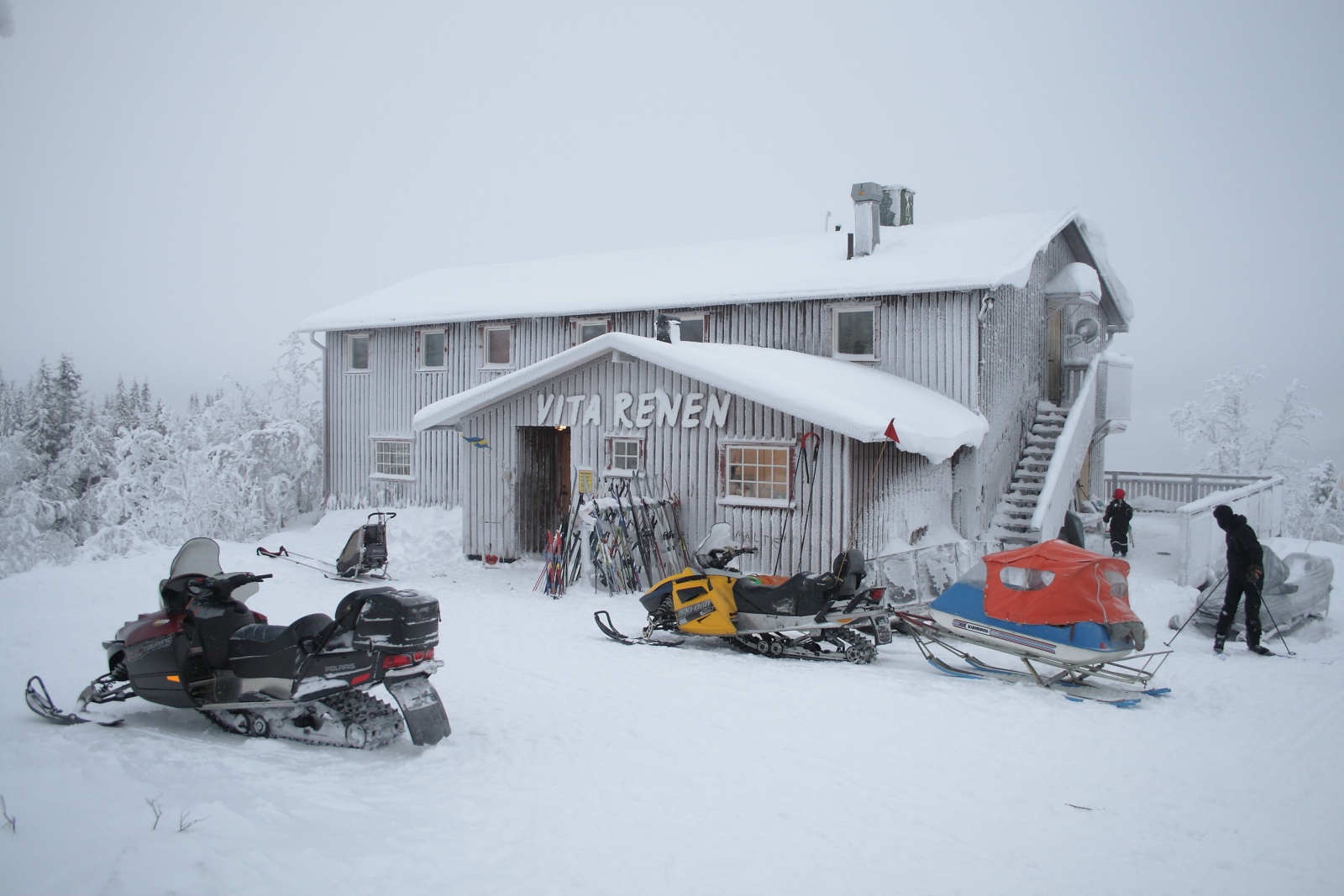
Vita Renen under vintersäsongen.

Edsåsdalen är en ort i Undersåkers socken i Åre kommun, Jämtland. Från 2015 avgränsar SCB här en småort.

## Historia
I området har fjälljordbruk bedrivits under mycket lång tid, åtminstone sedan järnåldern, och några av Sveriges högst belägna jordbruk återfinns här. Fäbodar finns i närheten av Hensjön. Sommartid bedrivs fjällbete även i skidbackarna vid Edsåsdalen. En hel del äldre bebyggelse finns bevarad främst i Edsåsen, bland annat härbren och ett större antal fjällhemman. Enligt lokal tradition ska några av Karl XII:s soldater ha fått övernatta i bygden efter misslyckandet med Karl XII:s norska fälttåg 1718.

## Turism
Edsåsdalen är belägen åtta kilometer från Undersåker och bestod ursprungligen av två byar, Edsåsen och Dalen. Byn är belägen på sydsluttningen av Renfjället i södra Årefjällen på cirka 600 meters höjd. Orten har ett eget liftsystem (som i slutet på 1990-talet ingick i Åres stora skidområde) och ett flertal boendeanläggningar för både sommar- och vintergäster, samt dessutom en husvagnscamping. De flesta av de bofasta är sysselsatta inom turistnäringen, men även inom jord- och skogsbruk.
Köja Fjällhotell är det största hotellet i byn och var under 1920-, 30- och 40-talen ett av de "klassiska" fjällhotellen, med prominenta gäster som Gustaf VI Adolf, Tage Erlander och många andra.
I byn finns en sportbod med skidservice och uthyrning under vintern. Uppe på Renfjället återfinns även en av fjällvärldens mest kända våffelstugor, Vita Renen, som sedan 1950-talet har serverat våfflor. Vita Renen figurerade också som bakgrund till Lundhags vinterkatalog 2007.
Renfjället når 986 meter över havet, och har utsikt över Åreskutan och Åresjön mot norr. Mot söder syns södra Årefjällens fjällvärld, och det är även möjligt att se Oviksfjällen och Storsjön i öster, liksom Sylarna i väster. Närmaste grannfjäll i söder är Välliste, Grofjället och Lillvalen. 
Byn är känd för sina många längdskidåkningsspår. En klassisk skidrunda är att åka till Sveriges minsta turiststation, Hållfjällets turiststation – och tillbaka.
Byföreningen är aktiv och har under senare år bland annat byggt en dansloge, ett bibliotek, en bakstuga för tunnbrödbak och en skidskytteanläggning. Byalaget sköter också om en fjällkåta, som det är möjligt att låna för övernattning, liksom en bastu vid en av fjällsjöarna.